# Ray Campi
Raymond Charles „Ray“ Campi (* 20. April 1934 in Yonkers, New York; † 11. März 2021) war ein US-amerikanischer Rockabilly-Sänger und Kontrabassspieler.

## Karriere
Campi begann ab 1949, für verschiedene Labels aufzunehmen, allerdings wurden viele seiner Stücke erst später im Rahmen des Rockabilly Revivals veröffentlicht. Im Jahre 1959 nahm er für D Records die erste Tribut-Single zur Erinnerung an den Flugzeugabsturz, bei dem Buddy Holly, Ritchie Valens und Big Bopper umkamen (The Day the Music Died), auf. Im Laufe seiner Karriere arbeitete er mit vielen prominenten Rock-’n’-Roll-Musikern, darunter Gene Vincent, Colin Winski, Merle Travis, Mac Curtis, Rosie Flores und den Lennerockers.
Seine musikalische Karriere bekam in den frühen 1970er Jahren noch einmal Aufschwung, als er von Ronnie Weiser, dem Besitzer von Rollin Rock Records, wiederentdeckt wurde. Campi spielte regelmäßig auf Festivals in Europa, gab Konzert und nahm neue Lieder auf. Im Jahre 1980 hatte er neben Künstlern wie Bill Haley, Freddie Fingers Lee und Crazy Cavan einen Auftritt in dem Musikdokumentationsfilm Blue Suede Shoes.
1998 wurde Campi als Mitglied in die Rockabilly Hall Of Fame aufgenommen.
Im Disneyland in Anaheim leiht Campi seine Stimme einem der Alligatoren aus der Puppen-Gruppe The Swamp Boys, im Fahrgeschäft American Sings für das Lied Polly Wolly Doodle. Er nahm 2016 mit Rip Masters einen satirischen Song über den Präsidentschaftskandidaten Donald Trump auf.
Campi war von 1967 bis 1992 Lehrer an der High-School in Van Nuys, Kalifornien.

## Diskographie

### Singles
- 1956: Catapillar / Play It Cool
- 1957: It Ain’t Me / Give That Love to Me
- 1958: My Screamin’ Screamin’ Mimi / Uh Huh Huh-
- 1958: You Gambled / No Time
- 1959: Ballad of Donna and Peggy Sue / The Man I Met (Tribute to the Big Bopper)
- 1960: Our Man in Havana / Reprieve of Love
- 1960: Cry For Happy / Hear What I Wanna Hear
- 1977: Rockin’ At The Ritz / Quit Your Triflin’
- 1977: Eager Boy / Dobroogie
- 1978: Teenage Boogie / Rockabilly Rebel
- 1980: Rockabilly Music / Lucky To Be In Love
- 1982: Hollywood Cats / Rockabilly Man

### Alben
- 1973: Rockabilly
- 1975: Rockabilly Rebel
- 1977: Born to Rock
- 1979: Wildcat Shakeout
- 1979: Rockabilly Rebellion
- 1980: Rockabilly Music
- 1981: Rockabilly Man
- 1981: The Newest Wave
- 1983: Hollywood Cats
- 1988: With Friends In Texas
- 2002: High School Hellcats Reunion (mit Tony Conn)
- 2006: Cultural Warrior
- 2006: Rockabilly Blues
- 2009: The Ultimate Jimmie Skinner Songbook
- 2016: Still Rippin’ It Up!